# Qawwali
Qawwali o qavvali és un estil musical cantat propi del sufisme, al Panjab: originat com a música religiosa, els intèrprets de qawwali pretenen fer arribar a l'èxtasi els oients, encara que a finals del segle XX es popularitzà en Occident com a música del món. El nom urdú qawwali (قوالی) ve del verb àrab qaul (parlar); els cantants —tot hòmens— reben el nom de qawwal (قوال), tant si són els solistes com si els acompanyen amb palmes o cantant les tornades; l'acompanyament musical típic es reduïx a l'harmònium i percussió amb dholak o tabla.
L'origen del qawwali s'atribuïx a Amir Khusraw (1244-1325), quan combinà la tradició poètica persa del ghazal amb la literatura oral del sud de l'Àsia. Un concert d'est estil pot durar diverses hores, i la durada de cada peça depén de la comunió amb el públic: normalment comença amb un tempo lent, que accelera i torna a decaure; si una part de la cantada agrada molt al públic, els intèrprets la repetixen més sovint. Encara que el qawwali és un cant espiritual, també té un rerefons polític, ja que el corrent chishti d'on prové era crític tant amb els líders polítics com amb els religiosos.
Musicalment, el qawwali es basa en el raga hindú, i està estructurat en tres parts: recitat de texts sagrats, instrumentalització i cant devocional; el recitat es fa tradicionalment en àrab, hindú, panjabi o urdú.
Mentre un cantant recita els versos i gesticula amb les mans, l'altre improvisa i respon; llavors la veu principal fa cantar una tornada als membres del cor, i la repetició i la variació en intensitat provoca l'extàsi en l'audiència i els músics, d'una manera pareguda al com ho fa el vudú o la percussió africana: els participants arriben a un estat conegut com fana i tiren bitllets als intèrprets o, en casos més extrems, peguen cabotades contra les parets fins a quedar-se inconscients. En canvi, el subgènere qawwali filmi, popularitzat en les pel·lícules índies, és vist com una música romàntica, buida de contingut i de la comunió amb el públic.
Moltes de les nissagues familiars (gharaana) de qawwali provenen de Pakpattan, a l'est de la província del Panjab (Pakistan): una volta a l'any, els sufis pelegrinen al temple del sant Baba Farid Ganj Shakar, al qual reten tribut amb la música; allí, tots els que volen ser qawwali professionals fan el seu debut públic, després d'una cerimònia domèstica prèvia a l'arribada al temple i la presentació formal.
Entre els intèrprets contemporanis que han contribuït a la popularització i l'exportació del qawwali estan els germans Sabri, actius entre 1956 i 2016, amb cinquanta-tres discs publicats; el pakistanés Amjad Farid Sabri, assassinat a Karachi; els Fateh Ali Khan, amb sis segles de tradició musical familiar, entre els quals el destacat Nusrat Fateh Ali Khan (1948-1997) i el seu nebot, Rahat Fateh Ali Khan; i les germanes Nooran, Jyoti i Sultana, famoses per la seua participació en la MTV índia i nombroses pel·lícules de Bollywood, com a representants femenines d'un estil que no estava permés a les dones.